# Måns Zelmerlöw
Måns Zelmerlöw, nato Måns Petter Albert Sahlén Zelmerlöw (Lund, 13 giugno 1986), è un cantante e conduttore televisivo svedese.
Ha rappresentato la Svezia all'Eurovision Song Contest 2015, vincendo l'evento con il brano Heroes.

## Biografia
Nato a Lund, nella contea della Scania, in Svezia, da Birgitta Sahlén, professoressa universitaria presso l'Università dell'eponima città, e Sven-Olof Zelmerlöw, un chirurgo, è cresciuto e ha studiato nella città svedese, appassionandosi alla musica in ambito studentesco.

### IdoleLet's Dance
Nel 2005 Zelmerlöw ha preso parte alla versione svedese di Idol, dopo essersi presentato alle audizioni con Hero di Enrique Iglesias; il suo percorso all'interno del programma è terminato con un piazzamento al quinto posto, mentre la vittoria è andata ad Agnes. Måns e Agnes hanno collaborato anche, nel 2007, alla realizzazione di una versione della canzone natalizia All I Want for Christmas Is You.
In seguito alla popolarità riscossa con la partecipazione ad Idol, Zelmerlöw è stato uno dei protagonisti della versione svedese di Ballando con le stelle, che ha vinto, insieme a Maria Karlsson, superando la coppia formata dalla cantante Anna Book e David Watson. Successivamente, è entrato a far parte del cast di una versione svedese del celebre musical Grease, interpretando Danny Zuko. Il musical è stato portato in tutta la Svezia e, in seguito all'ulteriore visibilità ottenuta, Måns ha firmato un contratto per una casa discografica svedese associata alla Warner Music.

### Il debutto al Melodifestivalen

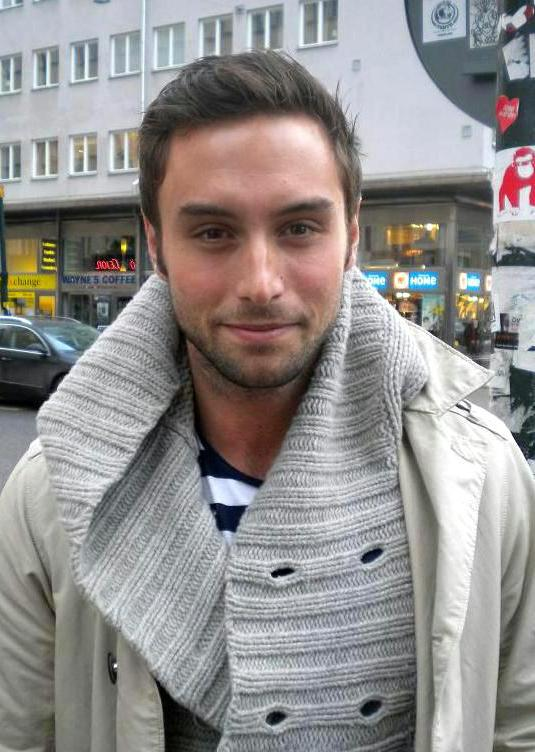
Måns Zelmerlöw a Stoccolma nel 2010

Nel 2007 ha partecipato al Melodifestivalen con la canzone pop-dance Cara Mia, dal titolo in italiano ma con il testo in inglese. Il brano, scritto da Fredrik Kempe e da Henrik Wikström, ha vinto la terza semifinale ed è giunto alla finale, piazzandosi al terzo posto (dietro ad Andreas Johnson, secondo, e i The Ark, primi). Il singolo ha conquistato comunque il favore degli ascoltatori svedesi e scandinavi, e nella finale Måns è stato l'artista più televotato (dietro solo ai The Ark) e che ha scalato la classifica svedese conquistando per molte settimane la top 20 dei singoli più venduti. Il brano ha avuto successo anche in Finlandia e Norvegia. Nello stesso anno QX, una rivista svedese, lo ha eletto come uomo più sexy di tutta la Svezia.
Il 23 maggio 2007 è uscito il suo primo album, contenente 13 tracce in inglese, dal titolo Stand By For.... Nel primo giorno di distribuzione ha ottenuto un disco d'oro (che in Svezia viene riconosciuto ad ogni cantante che riesce a vendere più di 20 000 copie) ed è subito balzato in testa alla classifica dei dischi più venduti in Svezia fin dalla prima settimana. È stato inoltre protagonista di una versione svedese del musical Footloose.

### MZWe il Melodifestivalen 2009
Nel 2008 ha cominciato a lavorare al suo secondo album MZW. Il 18 novembre, viene annunciato come uno dei partecipanti al Melodifestivalen 2009 con la canzone Hope & Glory (inclusa nel suo secondo album), arrivando quarto, e con Dolph Lundgren e Christine Melzer ha condotto l'edizione successiva; sempre in tale edizione, all'Andra Chansen ha eseguito la canzone dei Duran Duran A View to a Kill, e nella finale, insieme agli altri presentatori, ha cantato la canzone dei Survivor Eye of the Tiger, introducendo i dieci finalisti.

### 2010-2014
Nel 2010 esce il suo terzo album, Christmas with Friends; Kära vinter, il quarto, è prodotto nel 2011, mentre il quinto, Barcelona Sessions, è del 2014
Nel 2015 viene annunciato tra i partecipanti del Melodifestivalen 2015, vincendo la competizione con il brano Heroes e qualificandosi quindi per rappresentare la Svezia all'Eurovision Song Contest 2015.

### Eurovision Song Contest 2015

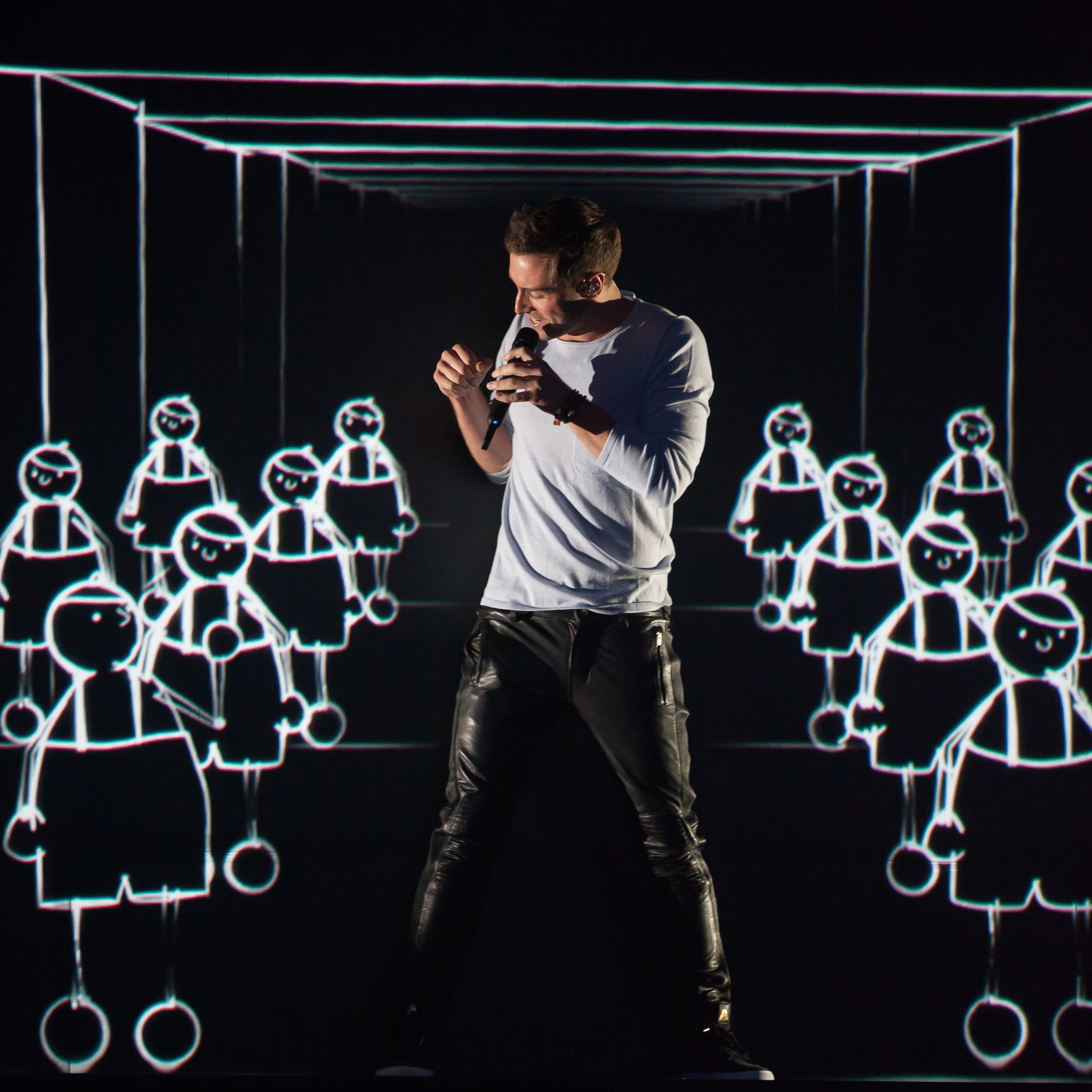
Måns Zelmerlöw durante la sua esibizione all'Eurovision Song Contest 2015

Alla sessantesima edizione dell'Eurovision Song Contest, tenutasi a Vienna, in Austria, nel 2015 porta il brano Heroes (incluso nel suo sesto album Perfectly Damaged), vincendo la rassegna musicale.
Nel giugno 2015 il cantante partecipa alla terza edizione del Coca-Cola Summer Festival sempre con Heroes, ottenendo una nomination per il Premio RTL 102.5 - Canzone dell'estate.
Nel 2016 invece presenta insieme a Petra Mede l'Eurovision Song Contest 2016 svoltosi a Stoccolma.
Nel 2018 la sua canzone Happyland è stata scelta da Kinder come colonna sonora per lo spot del suo cinquantesimo anniversario.
Nel 2025 partecipa al Melodifestivalen 2025, a distanza di 10 anni dalla sua prima vittoria, con il brano Revolution, arrivando al secondo posto.

## Vita privata
Ha una sorella, Fanny, nata nel 1989. Il 26 dicembre 2004, Zelmerlöw e la sua famiglia sono sopravvissuti al maremoto dell'oceano indiano mentre si trovavano in vacanza a Khao Lak, in Thailandia.
Dopo la scuola primaria, ha frequentato per tre anni il ginnasio musicale a Lund; fra il 2008 e il 2011 ha avuto una relazione con la cantante e modella svedese Marie Serneholt. 
Nel 2016 ha iniziato una relazione con l'attrice britannica Ciara Janson, con la quale si è sposato nel 2019; la coppia ha avuto due figli, nati nel 2018 e nel 2022, e dal 2024 la famiglia si era stabilita in a Staffanstorp, da dove Janson tonrava in Inghilterra ogni due settimane per visitare un figlio nato da una relazione precedente. La coppia ha annunciato il divorzio nel marzo 2025.

### Controversie
Nel marzo 2014, durante un'apparizione televisiva ad un programma di cucina svedese, Zelmerlöw ha affermato che considerava l'omosessualità una "anomalia"; più tardi si scusò ripetutamente per quanto detto, spiegando che non era contro di essa, ma la riteneva comunque innaturale in quanto non porta alla riproduzione. Quando la vicenda venne rispolverata dai media internazionali dopo la sua vittoria al Melodifestivalen l'anno seguente, il cantante venne difeso dai media svedesi, da quelli dell'Eurovision e anche da quelli legati alla comunità LGBT. In seguito, il cantante rivelò che sarebbe disposto a frequentare un altro uomo, se si sentisse interessato.

## Discografia

### Album in studio
- 2007 – Stand By For...
- 2009 – MZW
- 2010 – Christmas with Friends
- 2011 – Kära vinter
- 2014 – Barcelona Sessions
- 2015 – Perfectly Damaged
- 2016 – Chameleon
- 2019 – Time

### EP
- 2022 – Så mycket bättre 2022 - Tolkningarna
- 2022 – Tolkingarna Unplugged
- 2023 – Nightcaps (con gli Agreement)

### Singoli
- 2007 – Cara Mia
- 2007 – Work of Art (Da Vinci)
- 2007 – Brother Oh Brother
- 2008 – Miss America
- 2009 – Hope & Glory
- 2010 – December
- 2010 – Vit som en snö (con Pernilla Andersson)
- 2012 – Ett lyckligt slut
- 2013 – Broken Parts
- 2013 – Beautiful Life
- 2014 – Run for Your Life
- 2015 – Heroes
- 2015 – Should've Gone Home
- 2016 – Fire in the Rain
- 2016 – Hanging on to Nothing
- 2016 – Glorious
- 2018 – Happyland
- 2019 – Walk with Me (con Dotter)
- 2019 – Better Now
- 2019 – One
- 2020 – Walk with Me (con Dami Im)
- 2020 – Gamle Dager (con Morgan Sulele)
- 2020 – On My Way
- 2020 – Mirror
- 2020 – Alone on Christmas Eve
- 2021 – Circles and Squares (con Polina Gagarina)
- 2021 – Come Over Love
- 2022 – What You Were Made For
- 2022 – Midsummer Love
- 2022 – Let's Sing (It's Christmas Time) (con Carola)
- 2023 – Andetag/Running Low (con gli Agreement)
- 2023 – Perfectly Damaged (con gli Agreement)
- 2023 – Christmas, Christmas Everywhere
- 2024 – Walk with Me/Chodź ze mną (con Ola Kędra)
- 2025 – Revolution

### Collaborazioni
- 2007 – All I Want for Christmas Is You (Agnes feat. Måns Zelmerlöw)
- 2010 – Precious to Me (Maria Haukaas Storeng feat. Måns Zelmerlöw)
- 2016 – Belong (Joshua Radin feat. Måns Zelmerlöw)
- 2016 – Stayin' Alive (Julian Perretta e Francesco Yates feat. Måns Zelmerlöw)